# 日経・CSISバーチャル・シンクタンク
日経・CSISバーチャル・シンクタンク（にっけいしーえすあいえすばーちゃるしんくたんく）は、日本の日本経済新聞社とアメリカ合衆国の戦略国際問題研究所（CSIS）の協力により創設されたバーチャル・シンクタンク。

## 概要

### 米CSISと日本の連携の経緯
日本経済新聞社と米CSIS（戦略国際問題研究所）は、「日経・CSISシンポジウム」と呼ばれる、日米関係や両国の未来に関する、様々なテーマのシンポジウムを共同で不定期に行っていた。テーマは政治や外交をはじめ、過去にはアメリカからジョセフ・ナイやマイケル・グリーンも招かれ、軍事とロボット工学の結びつきの可能性についてや、日米中の今後の関係についても議論された。この「日経・CSISシンポジウム」は、2010年10月で第7回を迎えている。
2011年3月に発生した東北地方太平洋沖地震の後、米CSIS（戦略国際問題研究所）は4月11日「復興と未来のための日米パートナシップ」設置を決定。17日にはクリントン国務長官が来日し松本剛明外務大臣との会談で、「復興に関する日米官民パートナーシップ」を進めることで合意。これを受けて5月には、米モンタナ州で高橋千秋外務副大臣と中山義活経済産業大臣政務官が、約30名の米国企業幹部等との会合に参加している。
2011年6月日本経済新聞社と米CSISは、日米関係の未来に関する研究を共同で行う、インターネット上の電子会議システムを使ったバーチャル・シンクタンクの創設を発表。フェロー（研究員）の募集を開始した。研究テーマは「外交・安全保障」「マクロ経済・財政・金融」「エネルギー・通商・産業」の3分野。
フェロー募集時点では、機関の名称を「日経・CSISバーチャル・シンクタンク」としている。フェローは第三期まで募集された。2017年10月から、同シンクタンクは「富士山会合ヤング・フォーラム」に改称され、活動の後継として再編された。日経・CSISバーチャル・シンクタンクが活動期間中に公表した提言等については、公益社団法人日本経済研究センターのウェブサイトに一覧で掲載されている。

## 組織概要
代表は日本側代表と米国側代表の協同代表となっている。なお、バーチャル・シンクタンクなので住所はない。リアルな会合は都度、不定で開催される。
- 日本側代表 ： 喜多恒雄 (日本経済新聞社 代表取締役会長)
- 米国側代表 ： ジョン・ヘイムリ (戦略国際問題研究所（CSIS）所長兼CEO)

### 理事会メンバー
（肩書は当時）
- 北岡伸一（国際大学学長、政策研究大学院大学教授）
- 岩田一政（日本経済研究センター理事長）
- 山地憲治（[[地球環境産業技術研究所長）

### フェロー
研究は日本側フェローに加え、米CSISの日本・アジア研究者も含め組織化。日本が直面する課題を克服する国家戦略を議論し、その成果を政策提言として発表するとしている。募集では年齢を比較的若い世代にしぼり、「企業、官庁、大学、研究機関に勤務する20歳代後半～40歳代前半の人材を対象に募集」した。主なフェロー出身者には、田中謙司、小谷哲男、岡部貴士など。

### アカデミック・アドバイザー
北岡伸一、官庁の次官経験者、自衛隊の統合幕僚長経験者、商社、証券会社、自動車・重電メーカーの会長らのほか、政界からは唯一、前原誠司が日本側アドバイザーとなっている。
アメリカ側からはリチャード・アーミテージをはじめ、外交・安全保障の専門家のほか、政治哲学分野で、白熱教室のマイケル・サンデル 米ハーバード大学教授をアドバイザーとしている。
公表された主なアドバイザーは以下の通り（肩書は当時）
：
- 岩船由美子（東京大学生産技術研究所准教授）
- 川島真（東京大学准教授）
- 久保文明（東京大学教授）
- 小宮山涼一（東京大学准教授）
- 佐橋亮（神奈川大学准教授）
- 田中秀明（明治大学教授）
- 土屋大洋（慶應義塾大学教授）
- 中山俊宏（青山学院大学教授）
- 細谷雄一（慶應義塾大学教授）